# 軍事学者
軍事学者（ぐんじがくしゃ）は、軍事学の研究者のことである。戦争学者、防衛学者とも呼ばれる。なお軍事学は軍学とは全く別の学問なので、軍学者は軍事学者ではない。また、兵学は軍事学・軍学の双方を指す学問なので、兵学者といったときは軍事学者と軍学者のどちらを指すか、また軍事学者・軍学者の総称として使っているかを読み取る必要がある。
本項目では軍事学者の一覧を掲げる。

## 軍事学者一覧
- 孫武　『孫子』の著者。
- オナサンドロス　『将帥論』の著者。
- フロンティヌス　『謀略論』の著者。
- ウェゲティウス　『古代ローマ人の軍制』の著者。
- ニッコロ・マキャヴェッリ　近代軍事思想の古典『君主論』、『戦術論』の著者。
- ライモンド・モンテクッコリ　『戦闘論』、『戦争論』、『兵術論』の著者。
- ジャン・シャルル・ド・フォラール　『戦争における新発見』、『ポリビウス史考察』の著者。
- モーリス・ド・サックス　『我が瞑想』の著者。
- ジャック・ド・ピュイセギュール　『原理と原則による兵術』の著者。
- レオーン6世　『戦術論』の著者。
- マウリキウス　『戦略論』の著者。
- ポール・ギデオン・ジョリィ・マイゼロア　『戦術の理論、実践および歴史に関する講義書』の著者
- ジャック・アントワーヌ・ギベール　『戦術一般論』の著者。
- セバスティアン・ル・プレストル・ド・ヴォーバン　『要塞攻囲論』、『要塞防御論』の著者。
- マウリッツ　『武器の操作、火縄銃・マスケット銃・槍について』
- アレクサンドル・スヴォーロフ　『勝利の技術』の著者。
- グスタフ2世アドルフ
- フリードリヒ2世　『七年戦争史』、『プロイセン国王の将軍への軍事教令』『軍事的遺言』の著者。
- ナポレオン1世　『ナポレオン格言集』
- ヘンリー・ロイド　『軍事的回想』の著者。
- ビューロー　『新戦争体系の精神』の著者。
- ゲオルグ・ハインリッヒ・フォン・ベレンホルスト　『兵術についての考察』の著者。
- ゲルハルト・フォン・シャルンホルスト　『士官のための応用軍事科学』、『野戦必携』の著者。
- テシェン公カール　『軍事の精神』の著者。
- アントワーヌ＝アンリ・ジョミニ　『戦争概論』、『大軍作戦概論』の著者。
- カール・フォン・クラウゼヴィッツ　『戦争論』の著者。
- デニス・ハート・マハン　『部隊の前衛、前哨及び分遣に関する初等論文』の著者。
- ヘンリー・ハレック　『軍事技術と科学の要素』の著者。
- ヘルムート・カール・ベルンハルト・フォン・モルトケ　『高級指揮官に与える教令』の著者。
- コルマール・フォン・デア・ゴルツ　『国民皆兵論』の著者。
- フリードリッヒ・フォン・ベルンハルディ　『将来の戦争』の著者。
- アルフレート・フォン・シュリーフェン　『カンネー』の著者。
- マクデューガル　『戦争の理論』、『近代砲兵により影響される近代戦闘』の著者。
- エドワード・ブルース・ハムレー　『戦争の作戦』の著者。
- ドゥ・ピック　『戦闘の研究』の著者。
- フェルディナン・フォッシュ　『戦争の原則』、『戦争指導論』の著者。
- フリードリヒ・エンゲルス　『蜂起』、『フランスにおける階級闘争』の著者。
- レフ・トロツキー　『赤軍の形成』、『軍隊建設における我々の政策』の著者。
- イワン・ブロッホ　『将来の戦争』の著者。
- エーリヒ・ルーデンドルフ　『総力戦 (ルーデンドルフ)』の著者。
- カール・ハウスホーファー　『太平洋地政学』の著者。
- ハンス・フォン・ゼークト　『一軍人の思想』
- ハインツ・グデーリアン　『電撃戦 (グデーリアン)』、『戦車に注意せよ』の著者。
- エルヴィン・ロンメル　『歩兵攻撃』の著者。
- ハンス・デルブリュック　『政治史の枠組における戦争術の歴史』
- ゲルハルト・リッター　『国家政策と戦争手段』の著者。
- ジョン・フレデリック・チャールズ・フラー　『大戦における戦車』、『戦争科学の基礎』、『制限戦争指導論』の著者。
- ベイジル・リデル＝ハート　『ナポレオンの亡霊』、『近代軍の再建』、『戦略論』、『抑止か防衛か』の著者。
- ミハイル・フルンゼ　『統一ドクトリンと赤軍』の著者。
- トリアンダフィーロフ　『近代軍の作戦の本質』の著者。
- ミハイル・トゥハチェフスキー　『階級戦争』の著者。
- ジュリオ・ドゥーエ　『制空』の著者。
- ウィリアム・ミッチェル　『空軍による防衛』の著者。
- フアン・ペロン - 軍事史家。日露戦争の研究など。
- アレクサーンドル・セーヴェルスキイ
- ブジョー　『入植に関するメモワール』の著者。
- トーマス・エドワード・ロレンス　『知恵の七柱』の著者。
- 毛沢東　『遊撃戦論』、『持久戦論』の著者。
- ヴォー・グエン・ザップ　『人民の戦争・人民の軍隊』の著者。
- チェ・ゲバラ - 『ゲリラ戦争』の著者。
- アルフレッド・セイヤー・マハン　『海上権力史論』、『海軍戦略 (マハン)』の著者。
- ジュリアン・コーベット　『海洋戦略の諸原則』の著者。
- ラウル・カルテックス
- ダリユ　『海戦史論』の著者。
- ジョルジュ・カステラン　『軍隊の歴史』の著者。
- カルロス・マリゲーラ - 『都市ゲリラ教程』の著者。
- コリン・グレイ　『現代戦略』の著者。
- バーナード・ブローディ　『戦争と政治』の著者。
- ローレンス・フリードマン　『核戦略の進化』の著者。
- ジョン・キーガン　『戦略の歴史』の著者。
- エドワード・ルトワック　『ペンタゴン』、『戦略』の著者。
- マーチン・ファン・クレフェルト　『補給戦』、『戦争の変遷』の著者。
- ルパート・スミス　『軍事力の有用性』の著者。
- ステファン・ビドル　『軍事力 (ビドル)』の著者。
- マイケル・ハワード
- 四手井綱正『戦争史概観』の著者
- 村上啓作『戦争要論』の著者、『統帥参考』の編纂主任者
- 石原莞爾『戦争史大観』、『世界最終戦論』の著者
- 伊藤鳳山
- 大江志乃夫
- 大鳥圭介
- 大村益次郎
- 楠木正辰
- 纐纈厚
- 柴田紳一
- 玉木文之進
- 戸部良一
- 野村実
- 原剛
- 藤原彰
- 北条氏長
- 山鹿素行
- 山田朗
- 由井正雪
- 吉田松陰
- 吉田裕